# Ernesto Vega de la Iglesia
Ernesto Vega de la Iglesia Manteca (Bilbao, 19 de septiembre de 1894–Albacete, 16 de noviembre de 1939) fue un político español. Durante la Segunda República ejerció como gobernador civil en las provincias de Burgos, Gran Canaria, Cádiz, Granada, Guadalajara y Albacete. Fue fusilado por los franquistas al final de la Guerra civil

## Biografía
Pasó sus primeros años en Bilbao y en Burgos, donde realizó sus estudios.
Desde joven fue un entusiasta partidario de la República. Se afilió al Partido Republicano Radical Socialista (PRRS) y posteriormente a Unión Republicana (UR), siendo un correligionario de Diego Martínez Barrio. También era amigo del diputado Manuel Muñoz Martínez. Tras la proclamación de la Segunda República, durante la década de 1930 Vega la Iglesia fue nombrado gobernador civil en varias provincias: Burgos, Gran Canaria, Cádiz y Granada.
En marzo de 1936 asumió el cargo de gobernador civil de Granada. Cuando Vega llegó a Granada se encontró una situación muy compleja, y entre otras misiones hubo de vigilar a los militares de la guarnición de Granada que conspiraban contra la República. Envió varios informes en los que detallaba las conspiraciones de algunos militares y políticos derechistas. Llegó incluso a detener a uno de los cabecillas de la conspiración militar, el capitán de aviación Joaquín Pérez y Martínez de la Victoria. Si bien algunos autores señalan que Vega fue destituido de su puesto el 25 de junio por incompetencia en el desempeño del cargo, otros sostienen que presentó la dimisión ya el 13 de junio porque las autoridades republicanas hacían oídos sordos ante sus repetidos informes. Quedó a la espera de recibir un nuevo destino.
Tras el estallido de la Guerra civil, fue nombrado gobernador civil de Guadalajara, y posteriormente lo sería de Albacete, siendo de hecho el último gobernador civil republicano de esta provincia. Al final de la contienda es detenido en el puerto de Alicante (mientras intentaba huir al exilio), tras lo cual es enviado al campo de concentración de Los Almendros y, posteriormente, a la prisión de Albacete. Tras ser juzgado, fue condenado a muerte y fusilado el 16 de noviembre de 1939.

## Familia
Uno de sus hermanos, Francisco, fue diputado en cortes y Director General de Prisiones en 1935.